# 온라인 음식 주문

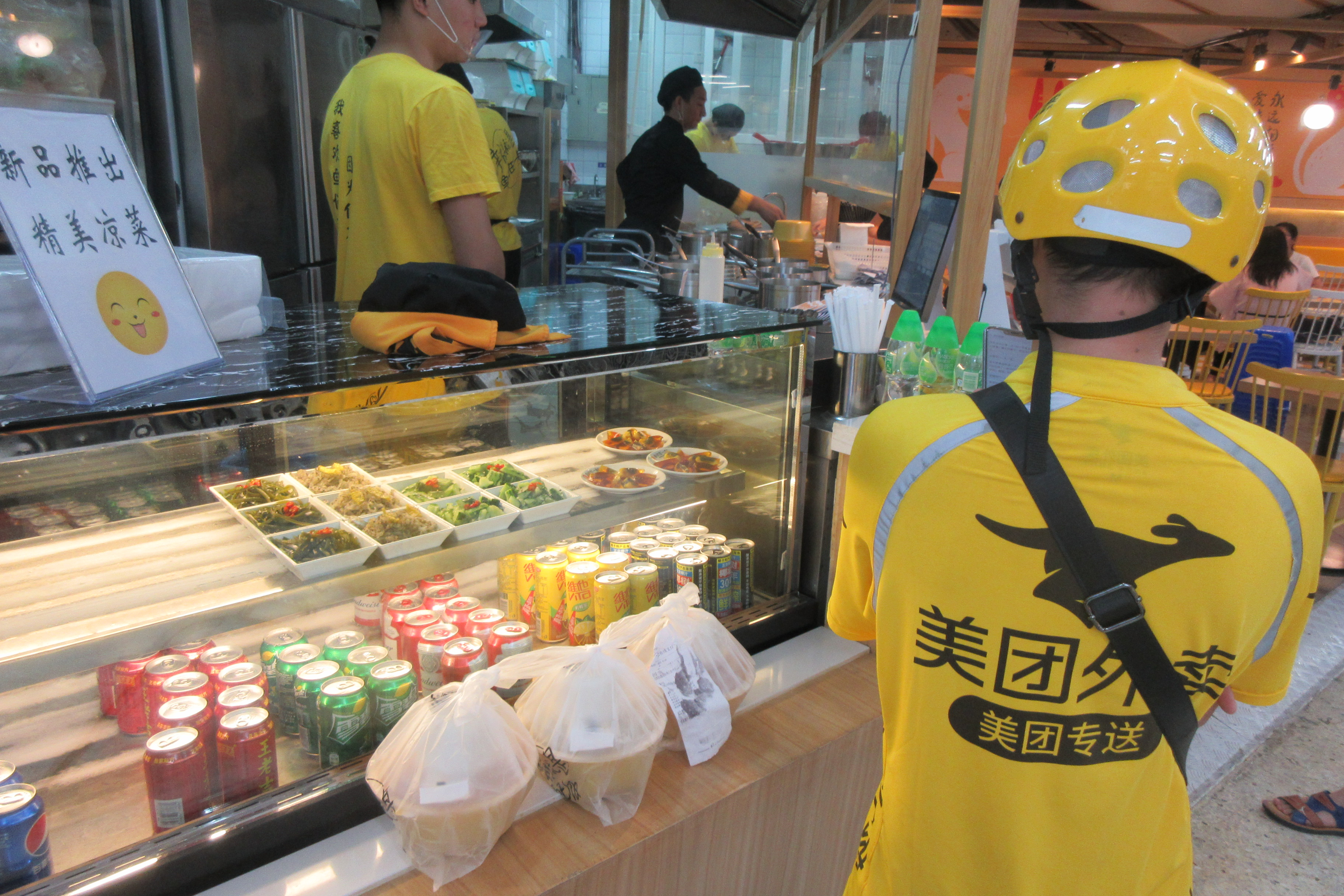
중국 회사 Meituan의 음식 배달원들은 노란색 유니폼을 입는다.

온라인 음식 주문은 배달이나 픽업을 위해 웹사이트나 다른 애플리케이션에서 음식을 주문하는 과정이다. 이 제품은 바로 먹을 수 있는 식품(예: 가정용 주방, 레스토랑 또는 가상 레스토랑에서 직접) 또는 직접 소비를 위해 특별히 준비되지 않은 식품(예: 농장/정원에서 직접 가져온 야채, 과일, 냉동육)을 주문할 수 있다.
제3자 기업을 통한 온라인 음식 주문/배송이 글로벌 산업으로 부상하며 '배송 혁명'을 이끌었다." 2018년부터 2021년까지 온라인 음식 배달 부문의 전 세계 매출은 900억 달러에서 2940억 달러로 증가했다.